# Angry Birds Magic
Angry Birds Magic — компьютерная игра для сенсорных устройств от финского разработчика Rovio. Как и другие игры серии Angry Birds, посвящена противостоянию птиц и зелёных свиней, и для прохождения уровней необходимо запускать первых с рогатки по последним. В отличие от предыдущих игр, эта в обязательном порядке задействует технологию NFC. Игра была создана в рамках партнёрства финских компаний Rovio и Nokia и предназначена для популяризации смартфонов Nokia, оснащённых NFC.

## Описание
Angry Birds Magic состоит из 20 уровней, для открытия которых нужна магия, которая, впрочем, успешно эмулируется современными технологиями. А именно: необходимо использовать соединение Near Field Communication. Если поднести друг к другу 2 подходящих смартфона, откроется новый уровень. Это называется технологией NFC или технологией коммуникации ближнего боя.
Помимо того есть ещё одна «магическая» функция — «Magic Places» («Волшебные места»). Некоторые уровни или функции игры будут открываться только если игрок находится в особых местах. Для данной функции обязательно позиционирование GPS. Все эти места находятся в Китае. Angry Birds Magic стала одной из первых игр с такой функциональностью — гораздо позже появились другие геолокационные игры, например Ingress и Pokemon Go.

## Совместимые устройства
Игра была предустановлена на некоторых смартфонах Nokia. Кроме того, её можно было скачать через Ovi. На смартфонах, не оснащённых NFC, игра может быть запущена только после нелегальной модификации.
Совместимые устройства: Nokia N9 (MeeGo), Nokia C7, Nokia 500, Nokia 600, Nokia 603, Nokia 700, Nokia 808 PureView.